# 91. Luftlande Infanterie-Division
La 91. Luftlande Infanterie-Division (91ª divisione d'assalto aereo) era una divisione inizialmente di fanteria e successivamente da sbarco aereo della Wehrmacht che operò durante la seconda guerra mondiale.

## Storia
La 91. Infanterie-Division fu creata il 15 gennaio 1944 in Germania a Baumholder, nel XII. Wehrkreis (distretto militare). Come nucleo per la sua formazione si utilizzarono il Grenadier-Regiment 1025 e il II. Bataillon del Grenadier-Regiment 1032. Poco tempo dopo, il 3 marzo 1944, la divisione fu trasferita a Reims, dove iniziò la conversione in divisione d'assalto aereo in vista dell'operazione Tanne Ost, un'operazione aviotrasportata pianificata per lo stesso mese in Scandinavia. Vista la natura delle operazioni che la divisione sarebbe andata svolgere, il reggimento d'artiglieria da campo fu trasformato in uno da montagna armato di cannoni da 10.5 e 15.5 cm. Tuttavia, la prevista operazione aviotrasportata venne annullata e la 91. fu invece inviata, tra il 1° ed il 15 maggio, in Normandia come forza di riserva subordinata alla 7. Armee stanziata la. Alle sue dipendenze furono posti due nuovi reparti: il Fallschirmjäger-Regiment 6 ed il Panzer-Ersatz-und-Ausbildungs-Abteilung 100, quest'ultimo un reparto d'addestramento e rimpiazzi dotato di carri francesi Renault R35, H39, SOMUA S35 e Char B1 bis. La nuova dislocazione della divisione fu scoperta dagli statunitensi solo il 28 maggio 1944.
La sera del 5 giugno 1944 Wilhelm Falley, il generale della 91. divisione da sbarco, si stava portando in auto a Rennes, da dove avrebbe dovuto partecipare ad un incontro con altri ufficiali a Picauville. Falley però vide delle grosse formazioni di bombardieri sopra la Normandia e preoccupato ordinò all'autista di fare marcia indietro però Falley rimase ucciso in un'imboscata tesagli dagli uomini dell'82ª Airborne Division americana all' alba del 6 giugno lungo un sentiero di campagna proprio dietro il muro esterno del quartier generale della 91ª divisione di fanteria tedesca, posto presso il castello di Bernaville, a Picauville, a sudovest di Sainte-Mère-Église. Fu il primo generale caduto nella battaglia di Normandia e privò la 91. divisione da sbarco del suo generale nel momento cruciale della Battaglia di Normandia. Morì prima di aver potuto impartire un solo ordine.
Il mattino del 6 giugno il tenente colonnello Von der Heyte, comandante del 6º reggimento paracadutisti, ordinò di attaccare i reparti aviotrasportati statunitensi scesi dietro la zona di sbarco conosciuta come Utah Beach: il primo battaglione contro Sainte-Marie-du-Mont e il secondo controTurqueville, il terzo battaglione rimase a protezione dei fianchi. Nel pomeriggio venne attivo il 1057º reggimento granatieri contro i ponti sul fiume merderet mentre il 1058º reggimento granatieri contro Sainte-Mère-Église. Non si sa chi abbia dato questo ordine, se lo 84º corpo d'armata o la 91. divisione da sbarco, alla quale i reggimenti appartenevano, oppure alla 709. divisione. Questo attacco fu effettuato troppo tardi ma soprattutto senza artiglieria, carri armati e appoggio sui fianchi. Errore fatale. Va sottolineato il fatto che le due divisione tedesche, la 91. divisione da sbarco e la 709.divisione di fanteria, erano nell'ora decisa senza i loro capi: von Schliben era sulla via del ritorno da una esercitazione a Rennes mentre Wilhelm Falley era caduto. Perciò gli attacchi furono bloccati e non si poté tentare un attacco verso la testa di ponte, nel tentativo di eliminarla.
Nei giorni successivi i due reggimenti di fanteria della 91.divisione da sbarco combatterono le forze nemiche che cercavano di tagliare in due la penisola diCotentin, in modo da poter isolare l'importante porto di Cherbourg. Fino al 12 giugno le perdite ammontavano a 2.212 uomini. Il 22 giugno, nei dintorni di Cherbourg, la divisione fu annientata mentre contrastava i reparti statunitensi ed il 10 agosto ci fu lo scioglimento ufficiale.
Invece il 6ºreggimento paracadutisti combatteva nella parte bassa della penisola di Cotentin contro i reparti della 101.divisione aviotraspostatae della 82.divisione aviotrasportata per difendere la fondamentale città di Carentan Il primo battaglione fu letteralmente annientato: era stato circondato a Sainte-Marie-du-Mont, assalito da forze nemiche, spezzato in singoli gruppi e letteralmente distrutto. Un terzo del battaglione era caduto o annegato nella palude, gli altri fatti prigionieri quasi tutti feriti. Solo venticinque uomini in tutto giunsero al posto di combattimento reggimentale portanda la notizia della distruzione del battaglione. Dopo questa sconfitta davanti alle postazioni tedesche del 2ºbattaglione paracadutisti si presentò un parlamentare americano intimando la resa in nome del generale Maxwell Taylor, comandante della 101.divisione aviotraspostata. Il colonnello Von der Heyte sulla lettera scritta in tedesco rispose in inglese con la domanda:"Si arrenderebbe lei nelle medesime condizioni?" e non si arrese.
Il reggimento di paracadutisti doveva contare unicamente su se stesso. Doveva battersi senza artiglieria, fracassata dai cacciabombardieri, senza l'appoggio dei carri armati e dell'arma aerea. Le munizioni incominciarono a scarseggiare, specialmente per i lanciafiamme e mitra. Dopo diversi attacchi americani la divisione abbandonò Carentan.
Il reggimento si logorò per tutta la Battaglia di Normandia e partecipò alla battaglia diSaint-Lô. Soltanto una quarantina su circa 3000 soldati quasi tutti feriti sopravvissero alla guerra.
Nell'ottobre del 1944 fu ricreata per un breve periodo dal Kampfgruppe Castorf nell'Eifel ed infine, il 5 novembre, venne denominata 344. Infanterie-Division.

## Denominazioni
| Denominazione                     | Dal             | Fino al        |
| --------------------------------- | --------------- | -------------- |
| 91. Infanterie-Division           | 15 gennaio 1944 | 6 marzo 1944   |
| 91. Luftlande Infanterie-Division | 6 marzo 1944    | 10 agosto 1944 |

## Struttura
6 giugno 1944
- Divisions-Stab
- Grenadier-Regiment 1057
  - Stabs-Kompanie
  - I. Bataillon
    - 1. - 4. Kompanie

  - II. Bataillon
    - 5. - 8. Kompanie

  - III. Bataillon
    - 9. - 12. Kompanie

  - 13. Panzerabwehr-Kompanie
  - 14. Infanteriegeschütz -Kompanie
- Grenadier-Regiment 1058
  - come il Grenadier-Regiment 1057
- Gebirgs Artillerie-Regiment 191
  - Stabs-Batterie
  - I. Abteilung
    - 1. - 3. Batterie (ognuna, 4x obici 10.5 cm GebH 40)

  - II. Abteilung
    - 4. - 6. Batterie (ognuna, 4x obici 10.5 cm GebH 40)

  - III. Abteilung
    - 7. - 9. Batterie (ognuna, 4x obici 15 cm sFH 18)
- Divisions-Füsilier-Bataillon 91
  -     - 1. - 4. Kompanie
- Pionier-Bataillon 91
  - 1. - 2. Kompanie
- Nachrichten-Abteilung 191
  - 1. - 2. Kompanie
- Fla-Kompanie 191
- Panzerjäger-Kompanie 191

### Unità aggregate
- Fallschirmjäger-Regiment 6 (dalla 2. FJD)
  - I. Bataillon
  - II. Bataillon
  - III. Bataillon
- Panzer-Ersatz-und-Ausbildungs-Abteilung 100

## Comandanti
| Grado           | Nome                   | Dal              | Fino al        | Note                                                                                |
| --------------- | ---------------------- | ---------------- | -------------- | ----------------------------------------------------------------------------------- |
| Generalleutnant | Bruno Ortner           | 10 febbraio 1944 | 25 aprile 1944 |                                                                                     |
| Generalleutnant | Wilhelm Falley         | 25 aprile 1944   | 6 giugno 1944  | Rimase ucciso mentre tornava al suo comando da un'esercitazione di guerra a Rennes. |
| Generalmajor    | Bernhard Klosterkemper | 6 giugno 1944    | 10 giugno 1944 |                                                                                     |
| Generalleutnant | Eugen König            | 10 giugno 1944   | 10 agosto 1944 |                                                                                     |

## Videogiochi
Una rappresentazione videoludica della 91. Luftlande Infanterie-Division è presente in Steel Division: Normandy 44.